# Christian Valencia (futbolista ecuatoriano)
Christian Alexander Valencia Angulo (Esmeraldas, Ecuador, 2 de agosto de 1978) es un exfutbolista ecuatoriano. Jugo de delantero y su ultimo equipo fue el 9 de Octubre Fútbol Club de la Serie B de Ecuador.

## Trayectoria
Se inició como futbolista desde muy joven en el Filancard FC de Guayaquil. En 1997 es comprado por el Club Sport Emelec, comienza a jugar en la Sub 20 y formó parte de la Selección ecuatoriana en esa categoría. En 1999 fue cedido a préstamo al Audaz Octubrino. Luego volvió a Emelec y después tuvo pasos por el Santa Rita y Delfín, ambos de la Serie B; el Peñarol de Portoviejo y el Milagro SC que jugaban en la Segunda Categoría.
En el 2005 estuvo en el recién ascendido Deportivo Quevedo, pero a mitad de temporada volvió a bajar de categoría. En el 2006 fichó por el Aucas de Quito y al año siguiente por el Deportivo Cuenca. En el 2009 lo contrató el Técnico Universitario de Ambato. Actualmente está retirado, es director técnico de un colegio ecuatoriano llamado EducaMundo, en pocos años ha ganado 2 campeonatos intercolegiales y ha formado parte de varios torneos intercolegiales donde ha hecho una muy buena participación junto a su equipo.

## Clubes
| Club                     | País    | Año       |
| ------------------------ | ------- | --------- |
| Emelec                   | Ecuador | 1997-1998 |
| Audaz Octubrino          | Ecuador | 1999      |
| Emelec                   | Ecuador | 2000      |
| Santa Rita               | Ecuador | 2001      |
| Delfín                   | Ecuador | 2002      |
| Emelec                   | Ecuador | 2003      |
| Peñarol Chone            | Ecuador | 2003      |
| Emelec                   | Ecuador | 2003      |
| Milagro SC               | Ecuador | 2004      |
| Deportivo Quevedo        | Ecuador | 2005      |
| Aucas                    | Ecuador | 2006-2007 |
| Deportivo Cuenca         | Ecuador | 2007-2008 |
| Técnico Universitario    | Ecuador | 2009      |
| Rocafuerte Fútbol Club   | Ecuador | 2010      |
| Independiente del Valle  | Ecuador | 2011      |
| Águilas                  | Ecuador | 2012      |
| Orense SC                | Ecuador | 2013      |
| 9 de Octubre Fútbol Club | Ecuador | 2013      |